# کینگزفورد، نیو ساوت ولز
کینگزفورد (به انگلیسی: Kingsford) یک حومه شهر در استرالیا است که در نیو ساوت ولز واقع شده‌است.